# 崔元式
崔元式（？—848年？），中国唐朝官员，唐宣宗年间短暂任宰相。

## 家世
崔元式生年不详，出身显赫的博陵崔氏大房，父崔儆，尚书右丞。兄崔元略，为唐宪宗、唐穆宗、唐敬宗、唐文宗四朝显官，被时人认为潜在宰相，但未曾拜相。崔元略的儿子崔铉却比崔元式先为相，在崔元式拜相后也曾拜相。除崔元略外，崔元式还有至少一兄崔元受，一弟崔元儒。崔氏四兄弟都中进士。
崔元式一开始被署节度使府僚佐，曾任大理司直，累官湖南观察使。

## 唐武宗年间
会昌三年（843年），唐武宗讨伐泽潞割据军阀刘稹，正逢河中节度使李石被乱军所逐，迁崔元式检校左散骑常侍、河中尹、河中晋绛观察使。四年（844年），以河中晋、绛、慈、隰等州节度观察等使、中散大夫、检校右散骑常侍、河中尹、御史大夫、上柱国、博陵县开国男、食邑三百户改检校礼部尚书、兼太原尹、北都留守、充河东节度观察等使。六年（846年），入为刑部尚书。
崔元式在河东节度使任上曾在灵石县有题刻。继任者王宰看了他和其他几位前节度使的题刻后，作《灵石县记石》。

## 唐宣宗年间
当年三月，武宗崩，皇叔唐宣宗登基。崔元式判度支，十二月奏称欲与盐铁户部三司同条疏勘察左藏库等的绫纱绢等次弱疋段，令诸道节度、观察使、刺史，派清廉强干的官员，搜获百姓织造滥恶疋段的狭小机杼焚毁，将恶弱疋段收官计数奏闻，宣宗从之。大中二年（847年）拜门下侍郎、同中书门下平章事，为实质宰相。进兼户部尚书。二年（848年）五月，因病罢相为户部尚书。卒，赠司空，谥庄。

## 子孙
1. 崔鎮，字重威
2. 崔鉶
3. 崔鉅，字挺業

《旧唐书》本传记崔元式子崔锴仕至京兆尹。但《新唐书·宰相世系表》记崔锴为崔元儒子。